# بحرية جيش التحرير الشعبي
بحرية جيش التحرير الشعبي هي الفرع البحري لجمهورية الصين الشعبية. تُعرف أيضًا باسم بحرية الشعب، أو البحرية الصينية، أو بحرية جيش التحرير الشعبي الصيني. هي فرع الخدمة البحرية جيش التحرير الشعبي الصيني، وأكبر بحرية من حيث عدد السفن في العالم، وثاني أكبر قوة بحرية من حيث الحمولة بعد بحرية الولايات المُتحدة الأمريكية. يرجع نسب البحرية إلى الوحدات البحرية التي قاتلت خلال الحرب الأهلية الصينية وأُسِّسَت بشكل رسمي في 23 أبريل 1949م. ضمت عند تأسيسها 9 سفن حربية و17 قاربًا بعدما انضم إلى قوات جيش التحرير الشعبي أسطول الكومنتانج (الصين القومية) الساحلي الثاني.
حتى أواخر الثمانينيات من القرن العشرين، كانت البحرية إلى حد كبير قوة نهرية وساحلية «بحرية المياه البنية» مسؤولة في الغالب عن الدفاع الساحلي والدوريات ضد أي غزو برمائي مُحتمل للقوات القومية من تايوان. ومحصورة في المياه الإقليمية في شرق وجنوبي بحر الصين. في التسعينيات، في أعقاب تفكك الاتحاد السوفييتي والتحول نحو سياسات خارجية وأمن قومي أكثر تقدمًا، تحَرير قادة الجيش الصيني من القلق بشأن النزاعات الحدودية البرية مع جارتهم الشمالية بعد تفككها. تقليديًا، كانت البحرية تابعة للقوات البرية لجيش التحرير الشعبي، ولكن بعد التفكك السوفيتي، دعى قادة البحرية إلى تجديد الاهتمام بالقوة البحرية، وأصبحت البحرية الصينية «بحرية مياه خضراء» تعمل في البحر الهامشي للصين ضمن نطاق التفوق الجوي الصيني.
في القرن الحادي والعشرين، حدد المسؤولون العسكريون الصينيون خططًا لتطوير قدرات البحرية الصينية لتصبح «بحرية مياه زرقاء» في السلسلة الجزر الأولى والثانية ضمن «استراتيجية سلسلة الجزر» وهي
سلسلة جزر تضم اليابان وتايوان والفلبين وجزر شرق آسيا، حيث تقع تلك الجزر في مفهوم لخطة احتواء بحري إستراتيجية وضعها لأول مرة رجل الدولة في السياسة الخارجية الأمريكية «جون فوستر دالاس» في عام 1951، أثناء الحرب الكورية. هدفها مُحاصرة الاتحاد السوفييتي والصين الشعبية بقواعد بحرية في غرب المحيط الهادئ لاستعراض القوة وتقييد وصولهم للبحر.
مع توسع خطة البحرية لتُصبح قوة بحرية للمياه الزرقاء، زادت التدريبات المنتظمة والدوريات البحرية في بحر الصين الجنوبي ضمن «خط القطاعات التسعة» وجزر سينكاكو/دياويوتاي في بحر الصين الشرقي المتنازع عنا، ومضيق تايوان والذي تعتبره الصين الشعبية بأنه جزء من أراضيها. تطالب كل من جمهورية الصين الشعبية إلى جانب جمهورية الصين (تايوان) وفيتنام وبروناي وماليزيا والفلبين بجزء كبير من الحدود البحرية الواقعة داخل بحر الصين الجنوبي. وصلت بعض التدريبات والدوريات التي قامت بها قوات البحرية الصينية الشعبية في السنوات الأخيرة إلى مسافة قريبة من سواحل اليابان وتايوان وألاسكا داخل منطقتها الاقتصادية الخالصة على الرغم من عدم عبور المياه الإقليمية غير المتنازع عليها إلا في حالات المرور البريء.
تتكون بحرية جيش التحرير الشعبي من خمسة فروع؛ قوة الغواصات، القوة السطحية، قوة الدفاع الساحلي، قوات مشاة البحرية والقوات الجوية البحرية. يبلغ عدد الأفراد 240,000 فرد، بما في ذلك 15,000 في مشاة البحرية و26,000 في القوات الجوية البحرية، وهي ثاني أكبر بحرية في العالم من حيث الحمولة، بواقع 2 مليون طن في عام 2021، فقط خلف بحرية الولايات المتحدة بوزن 4.5 مليون طن، ولديها أكبر عدد من المقاتلات السطحية الرئيسية بين أي بحرية على مستوى العالم مع قوة قتالية إجمالية تبلغ حوالي 370 سفينة سطحية و غواصة ، بالمقابل تمتلك البحرية الأمريكية 292 سفينة سطحية وغواصة.

##### التسعينات والألفينات

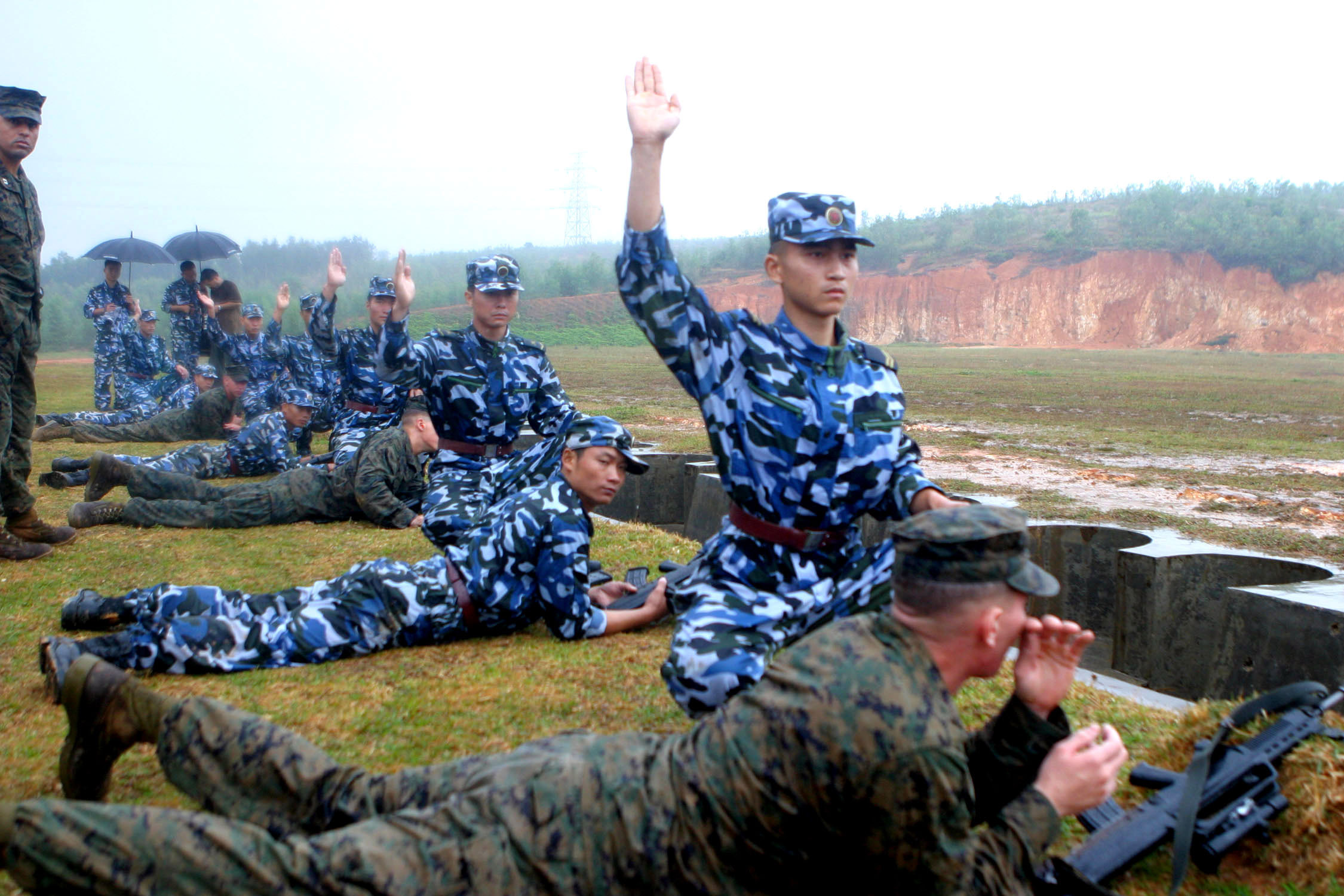
مشاة البحرية التابع للواء مشاة البحرية الأول وأعضاء من مشاة البحرية الأمريكية من بندقية هجومية من النوع 95 خلال تمرين تبادلي في عام 2006.

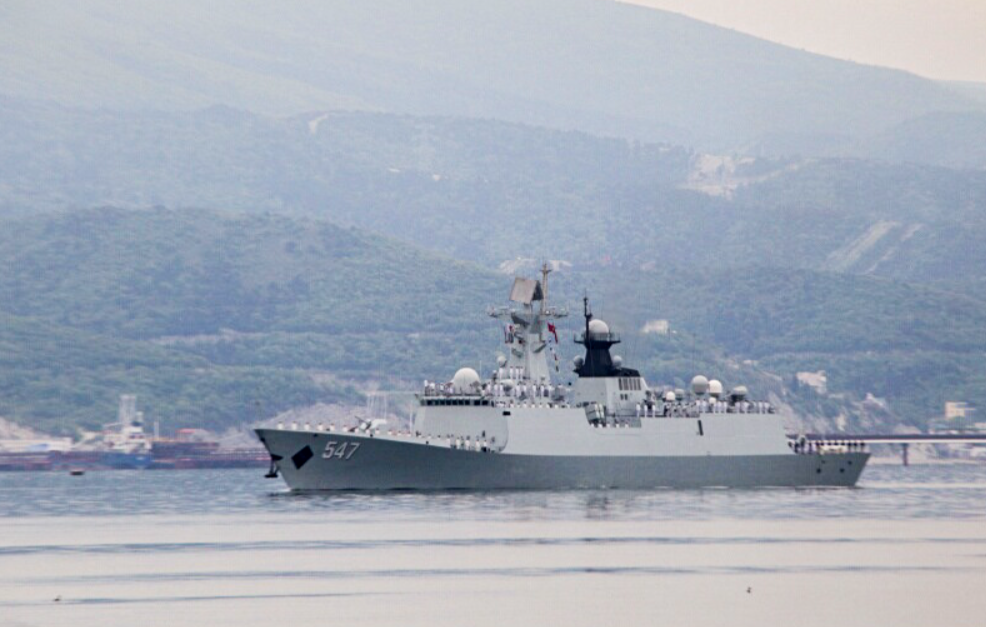
الفرقاطة "ليني"

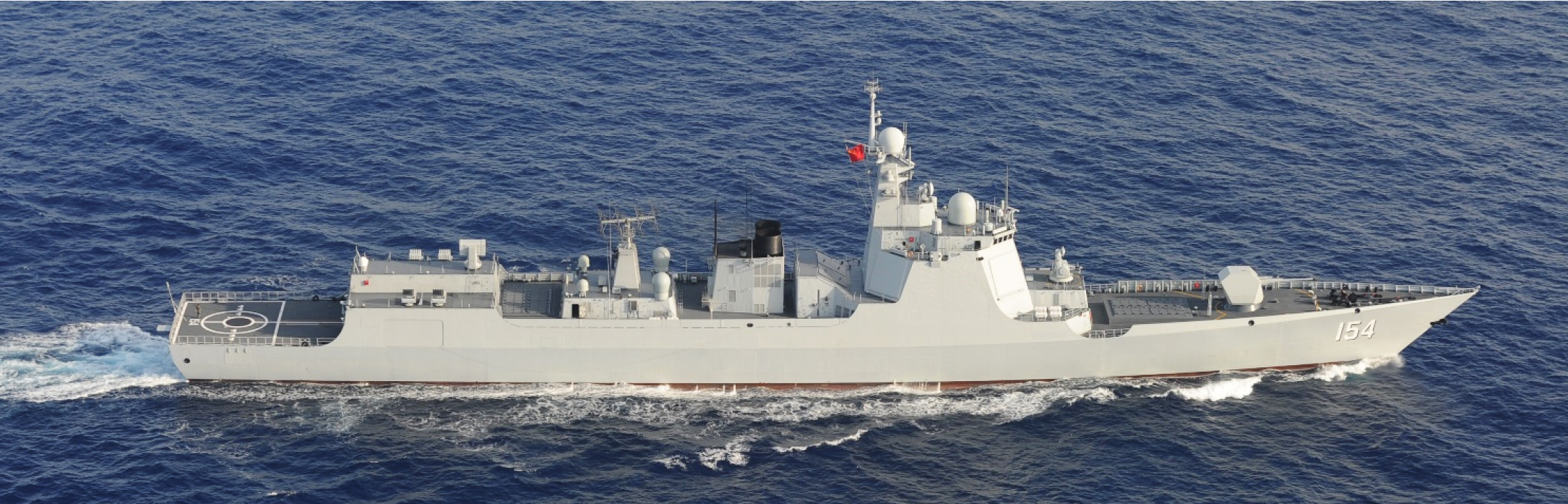
المدمرة الصينية شيامن (DDG-154)

الحدود المتنازع عليها في بحر الصين الجنوبي.

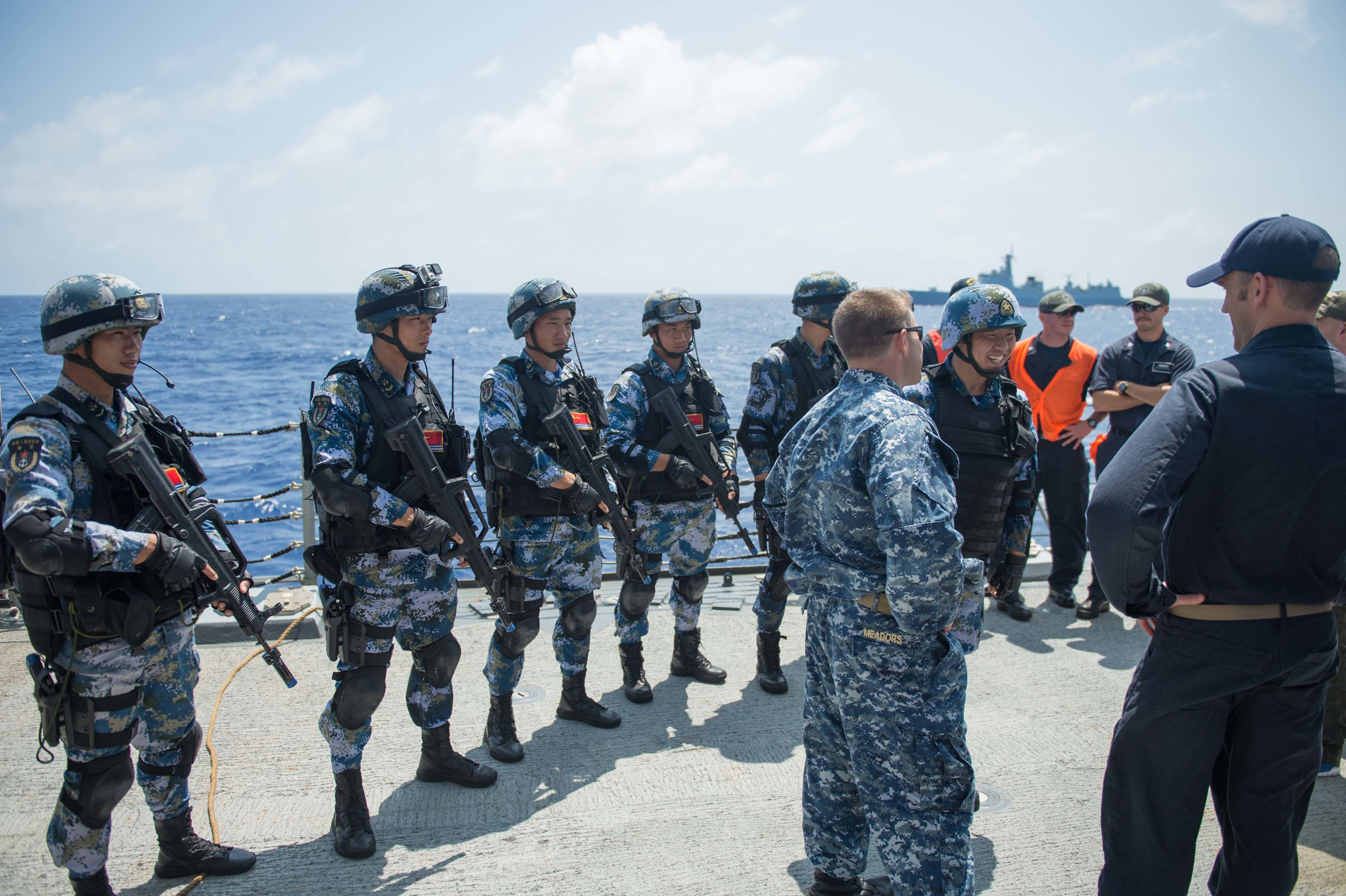
بحارة من البحرية الصينية يتحدثون مع بحارة من البحرية الأمريكية على المدمرة «شيأن» بعد تمرينات حافة المحيط الهادئ 2016. (RIMPAC 2016)